# 陆方济

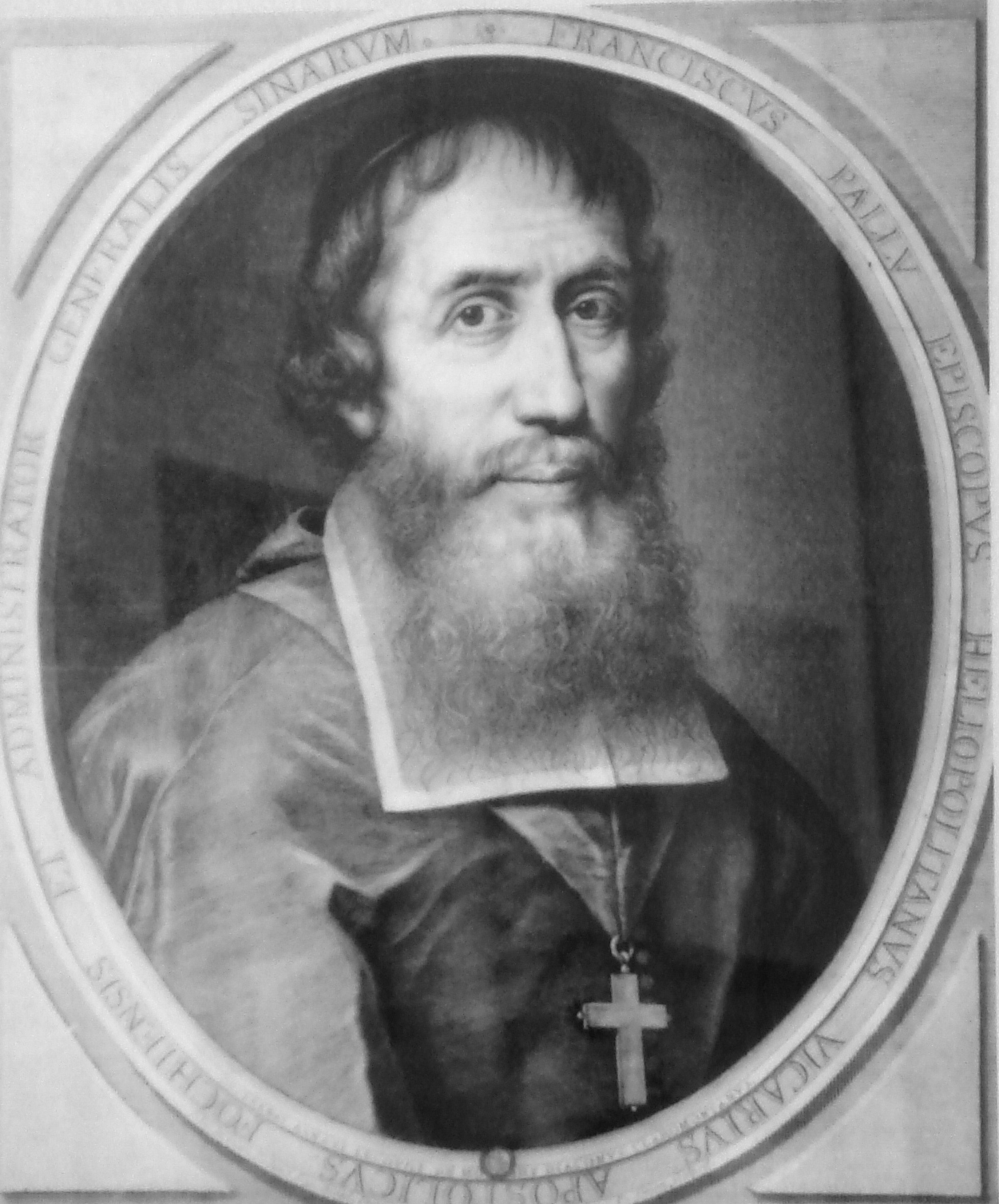
陆方济

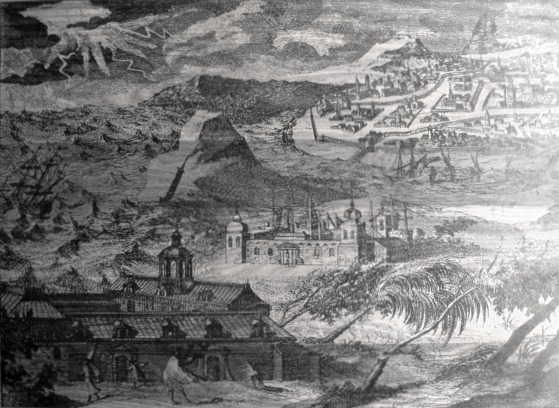
1666年陆方济创办暹罗总修院

陆方济主教（Bishop François Pallu,1626年8月31日—1684年10月29日），越南天主教东京宗座代牧区、中国天主教福建宗座代牧区首任宗座代牧（1680-1684），巴黎外方传教会创始人之一（1660年），在亚洲地区传教。

## 生平
1626年8月31日,陆方济出生于法国图尔。1849年，耶稣会会士亞歷山德羅从远东回到欧洲，征募前往远东的传教士。应召者三人为：陆方济、朗培·德拉莫特（Pierre Lambert de la Motte）和高多冷提（Ignace Cotolendi）。教宗任命他们三人为远东的宗座代牧。:229-230
1658年7月29日，陆方济被任命为赫里奥波里斯领衔主教。同年11月17日祝圣。
1659年9月9日，越南成立第一个宗座代牧区，天主教安南东京宗座代牧区，监管中国西南部的云南、贵州、四川、湖广和广西五个省份以及老挝的教务。任命陆方济为首任宗座代牧（1659– 1679）。
1660年，陆方济参与创立巴黎外方传教会。
1660-1662年，三位主教前往各自的传教区，步行穿越波斯和印度，因为葡萄牙船拒绝运送非葡萄牙传教士，而荷兰船和英国船则拒绝运送天主教传教士。
德拉莫特于1660年11月26日离开马赛，在18个月后到达暹罗的丹老。陆方济与九名同伙于1662年1月3日离开:232，24个月后，在暹罗首都大城府与德拉莫特会合，但高多冷提于1662年8月6日抵达印度时去世。 

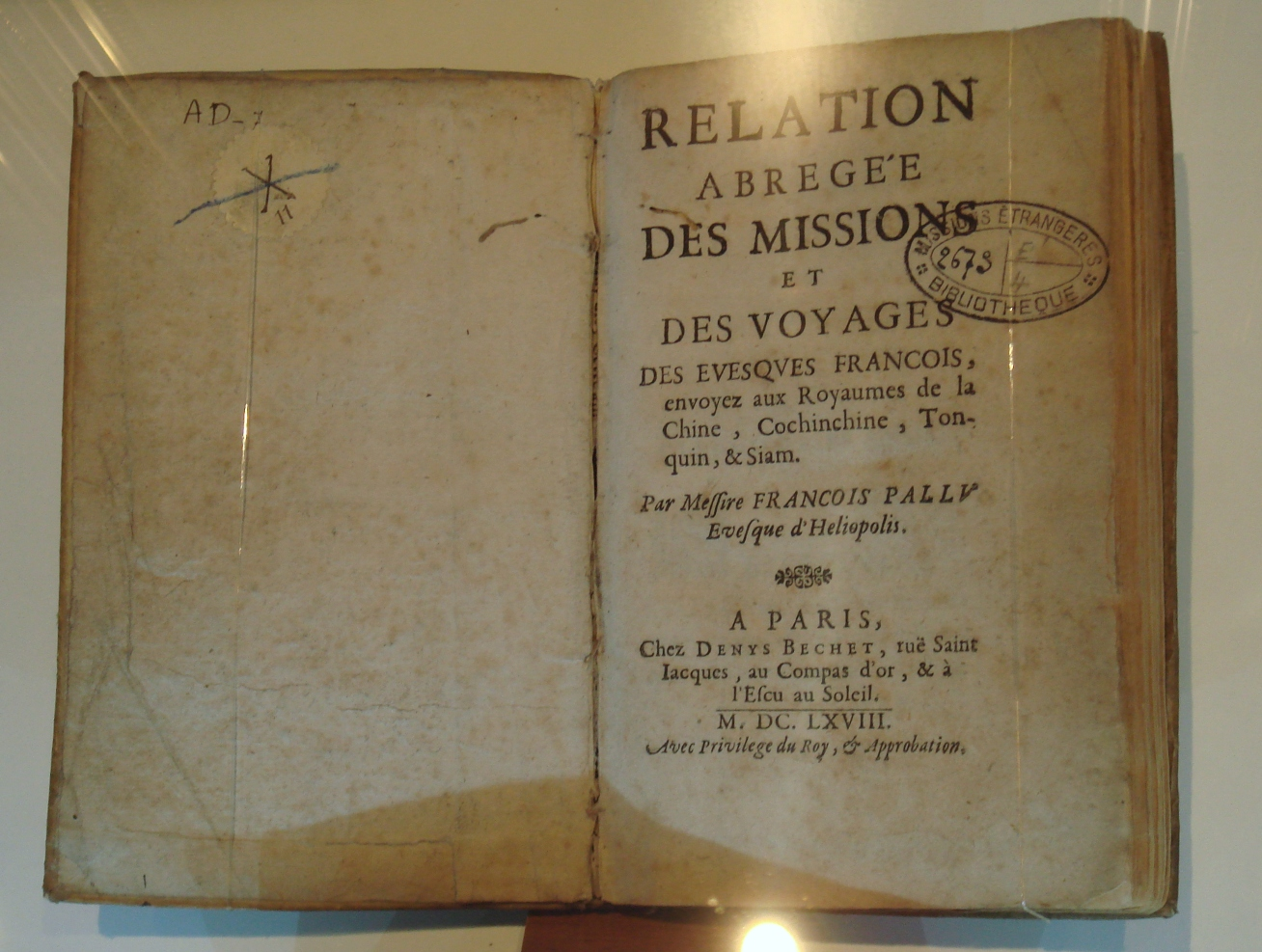
Relation abrégée des missions..., 作者陆方济，1668年在巴黎出版

1665-1666年，德拉莫特和陆方济 在大城府创办暹罗总修院（Seminary of Saint Joseph），即现在马来西亚槟城College General的起源。
从1667年到1673年，陆方济在法国，出版了法国在东南亚的宣教事迹。:413 1673年他回到暹罗。帕卢（Pallu）.

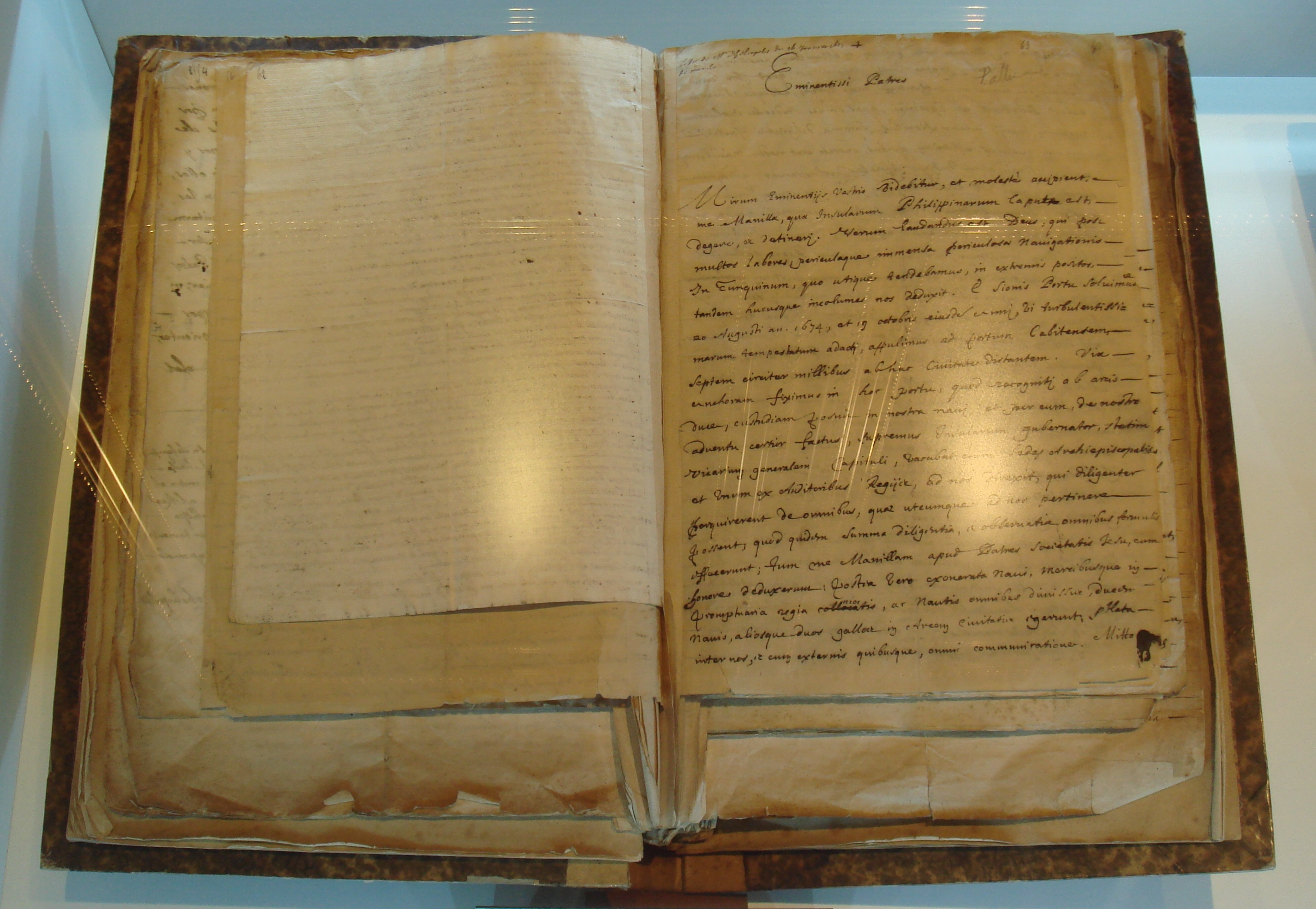
陆方济在1675年1月16日的信件，描述他在马尼拉被囚禁的情况

1674年，陆方济航行前往委托给他的东京教区（越南），但遇到了一场风暴，不得不在马尼拉登陆。他被西班牙人囚禁，用船送到美洲的阿卡普尔科，又从那里送到西班牙进行审判。最后，在教宗依諾增爵十一世和路易十四的干预下获释。 在这次非自愿的环游世界之后，他只能在1682年7月返回暹罗。
1680年4月15日，陆方济改任天主教福建宗座代牧区首任宗座代牧（1680-1684）。
1684年1月，陆方济抵达中国福建省:262。1684年10月29日，陆方济在福安县穆阳去世,享年58岁。

## 著作
- Relation abregée des missions et des voyages des évèques françois (1668)
- Mémoire sur l'état présent des missions et des évèques francais vicaires apostoliques dans la Chine et dans les royaumes de l'Orient (1677).[3]:416
- Relations des missions et voyages des évèques, vicaires apostoliques, et leurs éclesiastiques"" (1680).[3]:416
- État sommaire des missions de la Chine.